# Tønne Bloch Glahn
Tønne Bloch Glahn (født 2. december 1788 i Riserup, Nørre Vedby, død 12. februar 1874 i København) var en dansk generalkrigskommissær, bror til Marcus Glahn og far til Henrik Glahn.
Han var søn af sognepræst H.C. Glahn, og blev i 1796 volontør i Artillerikorpset, i 1800 kadet, i 1802 stykjunker, i 1804 (med anciennitet fra 1802) sekondløjtnant i Artillerikorpset, i 1808 karakteriseret premierløjtnant og forsat til danske annekterede artilleribataljon, i 1810 virkelig premierløjtnant, fik 1813 reserveret kaptajns anciennitet, i 1814 forsat til Artillerikorpset som premierløjtnant med kaptajns karakter. I 1816 blev Glahn sat à la suite og ansat ved armékorpset i Frankrig, i 1819 indtrådte han i stabskaptajns nummer i Artillerikorpset, han blev i 1822 chef for 14. Artillerikompagni ved Holstenske Artilleribrigade, blev i 1831 karakteriseret major, i 1832 batteribrigade-kommandør. Han blev 10. juni 1841 Ridder af Dannebrog, i 1842 blev han forsat til 1. Artilleriregiment og fik i 1845 afsked som karakteriseret oberstløjtnant.
Glahn blev da lands- og søkrigskommissær i 1. jyske distrikt. I 1851 blev Glahn udskrivningschef i Vejle (8. udskrivningsdistrikt), i 1856 generalkrigskommisær, og han fik 12. august 1864 afsked fra Hæren.
Glahn ægtede 1. januar 1823 i Stenmagle Kirke Elisabeth "Elisa" Marie Fischer (11. august 1796 i Nørup, Odense Amt - 22. august 1870 i Vejle), datter af Jens Hendrich Fischer og Caroline Frideriche Wilhelmine født Gedde.